# Сенат Республики Сербской
Сенат Республики Сербской (серб. Сенат Републике Српске, босн. и хорв. Senat Republike Srpske) — консультативный орган из высших конституционных образований Республики Сербской. Согласно статье 89 Конституции Республики Сербской, в Сенат входят до 55 человек, которых назначает Президент Республики Сербской — представители общественной, научной и культурной жизни. Сенатор назначается на 7 лет с возможностью продолжения работы на второй срок. Предназначение Сената и принципы его работы описаны в Законе о Сенате Республике Сербской.
Согласно закону от 1997 года, в Сенат могли избираться только жители Республики Сербской, сербы по национальности. Венецианская комиссия в отчёте 2001 года заявила, что закон нарушает Конституцию Республики Сербской и является одним из поводом для дискриминации несербского населения, и в 2010 году это положение было отменено: в Сенат теперь имеют право избираться представители любой национальности.

## Полномочия
Сенат Республики Сербской рассматривает важнейшие вопросы политического, национального, экономического и культурного развития Республики Сербской:
- конституционное и правовое положение Республики Сербской и внешнеполитические вопросы в соответствии с суверенитетом и территориальной целостностью Боснии и Герцеговины;
- принятие поправок к Конституции Республики Сербской и проектов системных законов;
- вопросы труда в учреждениях Боснии и Герцеговины в связи со вопросом статуса Республики, а также вопросы взаимоотношений между энтитетами Боснии и Герцеговины;
- вопросы развития и экономики Республики Сербской;
- вопросы по делам беженцев, перемещенных лиц и репатриантов;
- вопросы о правах Республики Сербской на особые и параллельные отношения с соседними странами, а также вопросы развития отношений с диаспорой по всему миру;
- другие вопросы, имеющие важное значение для Республики Сербской, её народа и граждан.

## Действующие члены Сената
- Бранко Бойович[серб.]
- Елена Гуськова
- Александр Джомбич
- Милорад Додик
- Григорий Дурич
- Миливое Иванишевич[серб.]
- Ненад Кецманович[серб.]
- Богдана Кольевич[серб.]
- Райко Кузманович
- Эмир Кустурица
- Арие Ливне[серб.]
- Владимир Лукич[серб.]
- Свето Мирьянич[серб.]
- Славко Митрович[серб.]
- Светозар Михайлович[англ.]
- Милимир Мучибабич[серб.]
- Боса Ненадич[серб.]
- Райко (Ного) Петров
- Слободан Павлович[серб.]
- Борислав Паравац
- Стево Пашалич
- Живко Радишич
- Ранко Рисоевич[серб.]
- Желько Родич
- Филип Савич
- Радмила Смилянич[англ.]
- Станко Станич[серб.]
- Славенко Терзич
- Бошко Томич
- Милан Томич[серб.]
- Иван Томленович[серб.]
- Бранко Тупаняц[серб.]
- Фуад Туралич
- Маринко Умичевич
- Неманья Умичевич
- Желька Цвиянович
- Иванка Шего
- Душко Якшич